# Grant Park (Illinois)
Grant Park é uma vila localizada no estado americano de Illinois, no Condado de Kankakee.

## Demografia
Segundo o censo americano de 2000, a sua população era de 1358 habitantes.
Em 2006, foi estimada uma população de 1591, um aumento de 233 (17.2%).

## Geografia
De acordo com o United States Census Bureau tem uma área de
1,7 km², dos quais 1,6 km² cobertos por terra e 0,1 km² cobertos por água.

## Localidades na vizinhança
O diagrama seguinte representa as localidades num raio de 20 km ao redor de Grant Park.